# BB Erzurumspor
A Büyükşehir Belediye Erzurumspor egy török sportegyesület Erzurum városában.

## Sikerlista
- Török negyedosztály:
  - Bajnok (1): 2015–16

## Keret

### Jelenlegi keret
| #  |     | Poszt | Név              |
| -- | --- | ----- | ---------------- |
| 2  | TUR | V     | Egemen Korkmaz   |
| 3  | CIV | V     | Stephane Acka    |
| 5  | FRA | V     | Léo Schwechlen   |
| 7  | TOG | CS    | Gilles Sunu      |
| 8  | TUR | KP    | Taylan Antalyalı |
| 9  | GER | CS    | Lennart Thy      |
| 10 | TUR | KP    | Özer Hurmaci     |
| 11 | RUS | KP    | Arszen Hubulov   |
| 13 | BIH | K     | Ibrahim Šehić    |
| 14 | GER | V     | Tolga Ünlü       |
| 17 | TUR | KP    | Emrah Başsan     |
| 18 | BRA | V     | Auremir          |

| #  |     | Poszt | Név                |
| -- | --- | ----- | ------------------ |
| 19 | TUR | KP    | İbrahim Akdağ      |
| 20 | SUI | CS    | Ridge Munsy        |
| 24 | TUR | V     | Hakan Arslan       |
| 33 | RSA | CS    | Siphiwe Tshabalala |
| 36 | TUR | K     | Hakan Canbazoğlu   |
| 53 | TUR | V     | Lokman Gör         |
| 61 | TUR | KP    | Sefa Akgün         |
| 77 | BIH | KP    | Jasmin Šćuk        |
| 80 | TUR | KP    | Osman Şahin        |
| 89 | TUR | KP    | Erhan Çelenk       |
| 90 | CIV | CS    | Moussa Koné        |

### Kölcsönben
| # |     | Poszt | Név                                             |
| - | --- | ----- | ----------------------------------------------- |
|   | TUR | CS    | Halil İbrahim Tuna (a Kastamonuspor csapatánál) |